# Tanytarsus gibbosiceps
Tanytarsus gibbosiceps är en tvåvingeart som beskrevs av Jean-Jacques Kieffer 1922. Tanytarsus gibbosiceps ingår i släktet Tanytarsus och familjen fjädermyggor. Enligt den finländska rödlistan är arten sårbar i Finland. Arten har ej påträffats i Sverige. Artens livsmiljö är källmiljöer. Inga underarter finns listade i Catalogue of Life.